# Wyspa kanałowa w Bydgoszczy

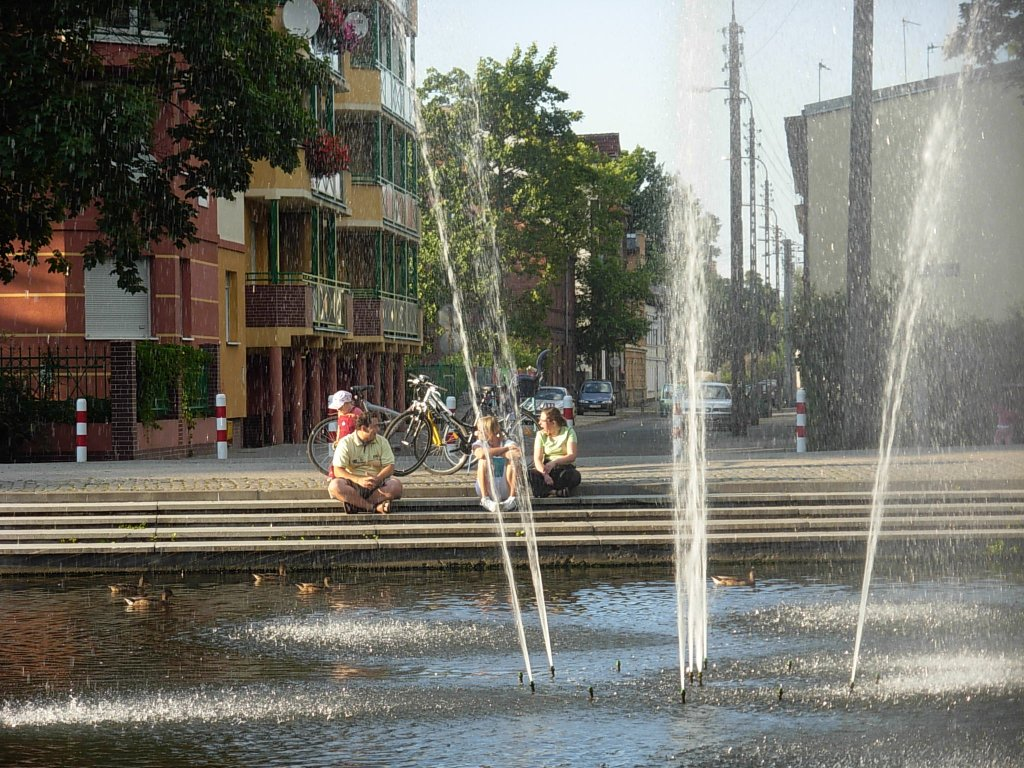
Widok od strony starego kanału

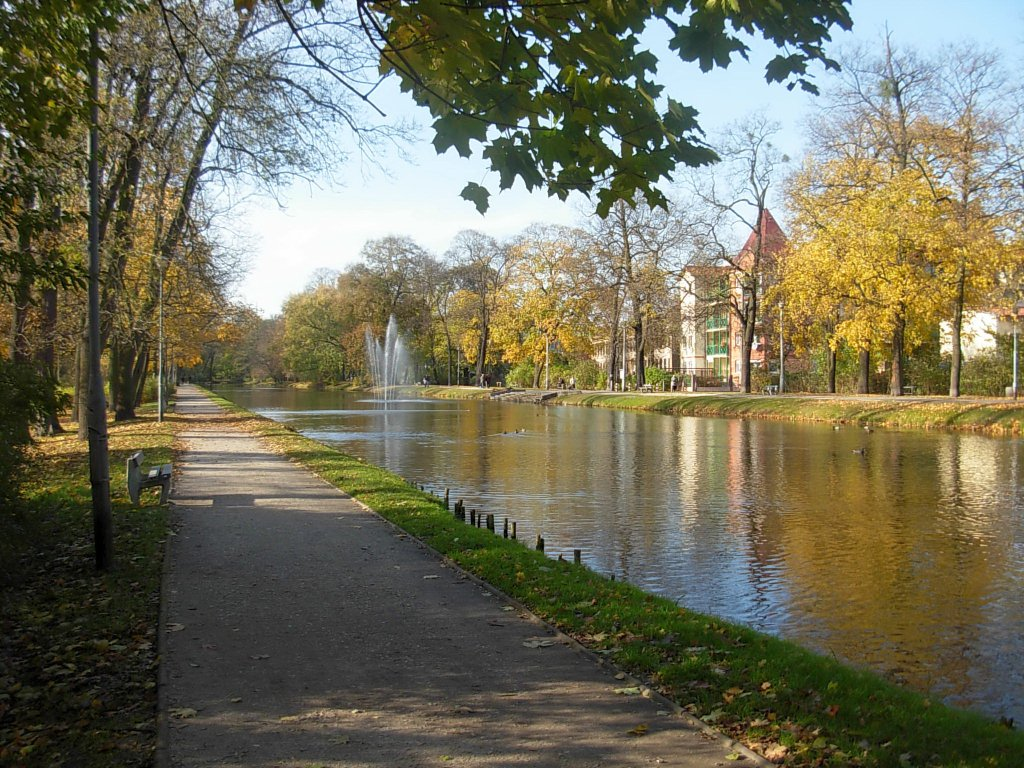
Stary Kanał Bydgoski, który stanowi południową granicę wyspy

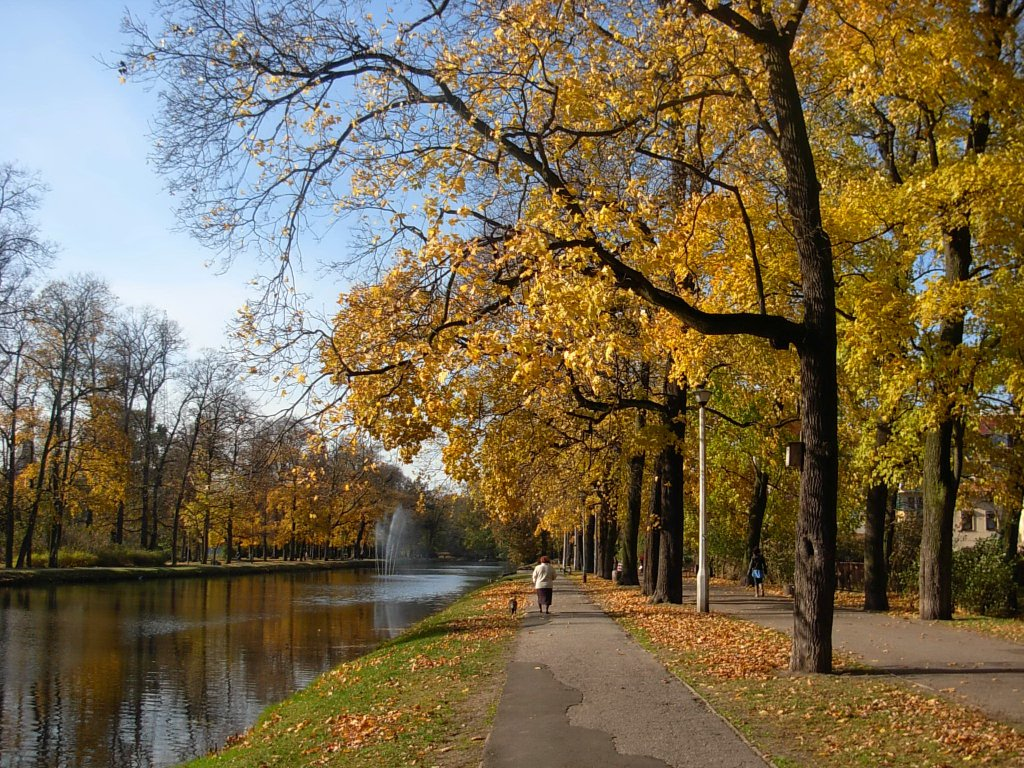
Wzdłuż większości cieków wodnych, które opasują Wyspę Kanałową, prowadzą alejki spacerowe

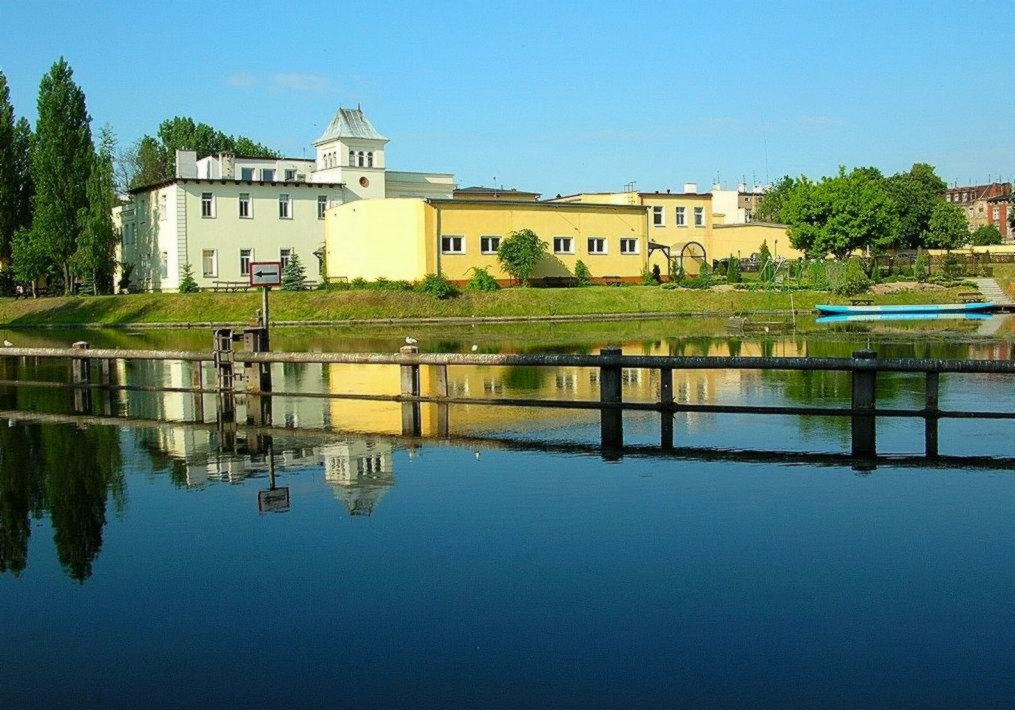
Dawna willa Buchholza nad Brdą, obecnie campus Wyższej Szkoły Gospodarki

Wyspa Kanałowa – obszar w strefie śródmiejskiej Bydgoszczy o powierzchni 190 ha, oddzielony od zwartego terytorium miasta rzeką Brdą oraz dwoma odcinkami Kanału Bydgoskiego. Jako wyspa istnieje od 1912 r. W 1971 r. wskutek zasypania odcinka starego Kanału Bydgoskiego jest częściowo połączona z terytorium miasta Bydgoszczy. W tej sytuacji nazwa „wyspa” przedstawia pojęcie historyczne i zwyczajowe, w mniejszym stopniu odnosi się natomiast do obecnego układu przestrzennego.

## Położenie
Wyspa położona jest w zachodniej części strefy śródmiejskiej Bydgoszczy. Na jej obszarze znajduje się dzielnica Okole o powierzchni 130 ha, wyodrębniona w XIX wieku.
Kształt Wyspy jest wydłużony na kierunku wschód-zachód. Jej długość wynosi ok. 3 km i szerokość maksymalnie 0,9 km. Północną granicę stanowi rzeka Brda, wschodnią rzeka Młynówka, północno-zachodnią 1,6– kilometrowy odcinek Kanału Bydgoskiego przekopany w 1912 r., zaś południową stary odcinek Kanału Bydgoskiego zbudowany w 1774 r. Połączeniem ze zwartym terytorium miejskim jest zasypany odcinek starego Kanału w części południowo-wschodniej na długości ok. 750 m (od mostów Solidarności do Ronda Grunwaldzkiego).
Łączna długość cieków otaczających Wyspę wynosi 7,5 km.

## Charakterystyka
Wyspa Kanałowa jest częściowo utożsamiana z dzielnicą Okole, która w całości się na niej mieści. Wschodnia część wyspy jest zabudowana kamienicami pochodzącymi w większości z II połowy XIX wieku i początku XX. Znajduje się tu również najstarszy zachowany cmentarz bydgoski – Starofarny. Głównymi osiami komunikacyjnymi są ulice: Grunwaldzka i Królowej Jadwigi. Przez północną i zachodnią część obszaru prowadzą linie kolejowe: nr 18 Bydgoszcz-Piła i nr 131 Bydgoszcz-Inowrocław.
Na ciekach wodnych otaczających wyspę zbudowano liczne mosty:
- Most Królowej Jadwigi,
- Mosty kolejowe (dworcowe),
- Most św. Antoniego,
- Most kolejowy nad Kanałem Bydgoskim,
- Most kolejowy nad starym Kanałem Bydgoskim,
- Most w ciągu ul. Bronikowskiego,
- Most w ciągu ul. Wrocławskiej.

Południowa część Wyspy Kanałowej przylegająca do starego Kanału jest integralną częścią parku pod nazwą: Planty nad Kanałem Bydgoskim. Znajdują się tam trzy zabytkowe, dostępne do zwiedzania śluzy, których konstrukcja pochodzi z lat 1800–1810:
- Śluza IV Wrocławska,
- Śluza V Czarna Droga,
- Śluza VI Bronikowskiego.

## Historia
Pierwszym etapem, który umożliwił powstanie Wyspy Kanałowej w Bydgoszczy była budowa Kanału Bydgoskiego w latach 1773–1774. Na 3-kilometrowym odcinku Kanału od połączenia z Brdą zbudowano 6 śluz wodnych, a od 1805 r. rozpoczęto zadrzewianie tego obszaru, który po kilkudziesięciu latach stał się największym miejskim parkiem, od II połowy XIX w. miejskim centrum wypoczynkowo-rozrywkowym.
Obszar w widłach Brdy i Kanału Bydgoskiego został nazwany Colonie Wilczak, a następnie Schleusenau. Początkowo znajdowały się na tym obszarze 4 folwarki, w tym 2 dzierżawione, a w I połowie XIX wieku nabyte na własność przez rodzinę Petersonów. W 1850 r. część terenu została sprzedana pod budowę Pruskiej Kolei Wschodniej wiodącej z Berlina przez Bydgoszcz do Królewca. W II połowie XIX wieku wschodnią część obszaru rozparcelowano tworząc sieć ulic. Wzdłuż nich budowano kamienice czynszowe oraz domy otoczone ogrodami.
O ile w 1818 r. na Wilczaku i Okolu znajdowało się 28 budynków, to w 1860 r. tylko na Okolu stało 56 budynków mieszkalnych, a w 1880 r. 160, w tym kilkanaście wielopiętrowych. Z uwagi na sąsiedztwo dworca i warsztatów kolejowych, mieszkało tu wielu urzędników i pracowników kolejowych, a także kilkdziesięciu rzemieślników i kupców.
Z uwagi na to, że przez teren wiodły arterie komunikacyjne: wodne (droga Wisła-Odra) i kolejowe (Pruska Kolej Wschodnia), sprzyjające warunki do rozwoju znalazł przemysł. Powstały m.in. duże fabryki: sygnałów kolejowych Fiebrandta i garbarnia Buchholza.
W latach 1910–1915 dokonano modernizacji Kanału Bydgoskiego poprzez budowę nowego cieku wodnego (z dwoma śluzami) o długości 1,63 km, od Brdy powyżej mostów kolejowych do Kanału Bydgoskiego poniżej VI śluzy.
W ten sposób powstała Wyspa Kanałowa otoczona ze wszystkich stron wodami, która mieściła na swoim obszarze gminę podmiejską Okole (Schleusenau).
W 1920 r. gmina została włączona do terytorium administracyjnego Bydgoszczy.
W latach 1970–1972 r. w ramach budowy drogowej trasy przelotowej, zasypano część starego odcinka Kanału Bydgoskiego (od Śluzy Miejskiej do śluzy III włącznie) wraz z mostem i śluzami. Ciek wodny poprowadzono podziemnym kolektorem, zaś dawna Wyspa Kanałowa zyskała stałe połączenie z przedmieściem Poznańskim.

## Zabytki[1]
Na terenie Wyspy Kanałowej znajduje się stylowa zabudowa czynszowa z końca XIX wieku, a także zabytkowe budynki administracyjne i sakralne. Kluczowym zabytkiem jest Kanał Bydgoski (stary, jak i nowy odcinek) z systemem śluz.
Wśród pozostałych zabytków można wymienić:
- cmentarz Starofarny założony w 1809 r.
- kościół św. Wojciecha z 1913 r. – neobarokowy,
- stylowe kamienice nr 2 i 4 przy ul. Królowej Jadwigi, zbudowane w latach 1900–1906
- stylowa kamienica przy ul. Garbary 20, zbud. w latach 1903–1904
- „willa Buchholza” przy ul. Garbary 2, zbud. w 1863 r., przebudowana w 1914 r.

Warte obejrzenia są również:
- mosty kolejowe – wśród nich, najstarszy zachowany w oryginalnej postaci obiekt mostowy w Bydgoszczy (1851 r.),
- most Królowej Jadwigi – najstarszy zachowany w oryginalnej postaci most drogowy w Bydgoszczy (1913 r.),
- kamienice wielkomiejskie przy ul. Grunwaldzkiej 1-9, 53 oraz róg z Jasną, zbudowane w latach 1900–1910,
- kamienica przy ul. Grunwaldzkiej 37 z apteką „Pod Lwem” przy ul. Grunwaldzkiej,
- stylowe kamienice przy ul. Staroszkolnej 8 (1913), Jackowskiego 18 (1908), narożna Graniczna-Śląska (1906), narożna Śląska-Jackowskiego (1910), narożna Królowej Jadwigi-Garbary (1901, Paul Böhm), narożna Garbary-Naruszewicza (1905, Paul Böhm),
- pałacyk przy ul. Grunwaldzkiej 50 – wzniesiony w 1958 r., dawny dom kultury Zakładów Elektromechanicznych „Belma”, obecnie mieści się w nim III Urząd Skarbowy; jest to drugi po Filharmonii Pomorskiej bydgoski obiekt o dużej skali architektonicznej pochodzący z lat 50 XX w.
- dawna szkoła ludowa, obecnie III LO im. Adama Mickiewicza, gmach zbudowano w 1897 r.
- „Dwór Szwajcarski” (dawna mleczarnia i piekarnia), ul. Jackowskiego 26-28 (1912).